# Vel's Parnelli Jones Racing
Vel's Parnelli Jones Racing, también llamado VPJ o simplemente Parnelli, fue una escudería estadounidense. Compitió en Fórmula 1 que entre 1974 y 1976 con Mario Andretti como piloto.
En el Campeonato del USAC, se destacan sus dos victorias en las 500 Millas de Indianápolis por Al Unser y tres títulos consecutivos obtenidos entre 1970 y 1972, el primero por Unser y los dos siguientes por Joe Leonard.
El equipo fue formado en 1969 por el expiloto de USAC Parnelli Jones y su socio comercial Velko «Vel» Miletich. Parnelli inicialmente solo se preocupaba por las carreras de USAC; aseguró los servicios del exdiseñador del Team Lotus Maurice Philippe y el piloto Mario Andretti para las carreras de USAC a principios de la década de 1970 y en 1974 decidió pasar a la de Fórmula 1, con el apoyo financiero del fabricante de neumáticos Firestone. Sin embargo, la decisión de Firestone de dejar las carreras a fines de 1974 significó la pérdida de un socio importante.

## USAC
El equipo fue inaugurado en 1969, año en el que Al Unser logró varias victorias y alcanzó el campeonato conduciendo principalmente coches del fabricante Lola. Al año siguiente, Parnelli presentó un monoplaza llamado Colt, basado en un Lola T150-Ford, con el cual Unser ganó el título y las 500 Millas de Indianápolis.
En 1971, Unser repitió victoria en Indianápolis pero el título fue para su compañero Joe Leonard. En 1972, Parnelli reclutó a varios exingenieros de Lotus, incluido Maurice Phillippe. Él creó el primer monoplaza propiamente de VPJ, llamado VPJ-1 y motorizado por Offenhauser. Con este coche, Joe Leonard repetiría el triunfo en el campeonato. Mario Andretti debutó en el equipo esa temporada.
Las siguientes versiones, el VPJ-2 y el VPJ-3 no tendrían tanto éxito. Unser obtendría el subcampeonato de 1977 con el Parnelli VPJ-6B, basado en el VPJ4 de Fórmula 1. Al mismo tiempo, el equipo compitió junto a Unser en la Fórmula 5000 Estadounidense con un Lola T332, logrando buenos resultados.
Simultáneamente con sus actividades en USAC y F1, VPJ estaba desarrollando una versión turboalimentada del legendario motor de Fórmula 1 Ford Cosworth DFV 3.0 V8. Este debutó en 1975, aunque no se usó con regularidad hasta fines de 1976. Este proyecto privado fue rápidamente adoptado por el propio Cosworth, y el motor Parnelli evolucionó hasta convertirse en el igualmente legendario Cosworth DFX, un motor que ganaría todas las carreras de las 500 Millas de Indianápolis y el campeonato USAC/CART entre 1978 y 1987.

## Parnelli VPJ4
El Parnelli VPJ4 fue el monoplaza que utilizó el equipo Parnelli en Fórmula 1 en 1974, 1975 y 1976. Fue diseñado por Maurice Philippe.
El monoplaza debe mucho al diseño del Lotus 72 de Philippe. La parte delantera presentaba suspensión de barra de torsión, mientras que en la parte trasera los frenos estaban montados en el interior. Uno de los rasgos más característicos del Lotus 72, los radiadores montados en el lateral, también se trasladaron.

### Temporada 1974
El VPJ4 hizo su debut en el Gran Premio de Canadá de 1974, la anteúltima carrera de la temporada, con Mario Andretti y terminó séptimo. En Estados Unidos, una falla en el encendido derivó en una bandera negra por recibir asistencia externa.

### Temporada 1975
El equipo Parnelli participó en la temporada 1975 desde la primera carrera, en Argentina, donde abandonó por un fallo en la transmisión. Antes de Brasil, Parnelli cambió su proveedor de neumáticos a Goodyear después de la decisión de Firestone de dejar las carreras, y Andretti terminó séptimo. Dos carreras más tarde, en España, Andretti se liberó de un accidente en la salida y llegó a liderar 10 vueltas hasta que tuvo una rotura en la suspensión.
El equipo se saltó Bélgica porque competían en las 500 Millas de Indianápolis. El estadounidense terminó cuarto en Suecia el mejor resultado para ellos. Tras saltarse otra carrera con compromisos en Estados Unidos, Andretti terminó quinto en Francia. Tras esto, finalizó fuera de la zona de puntos en las dos siguientes carreras y abandonó en las últimas tres de la temporada. Hacia finales de año se reemplazaron las barras de torsión de la suspensión delantera por resortes helicoidales y se colocó una nueva nariz.
El equipo anotó cinco puntos en el Campeonato Mundial, lo que les valió el décimo lugar en el Campeonato de Constructores. Fuera del campeonato, Andretti logró un podio en el BRDC International Trophy de Silverstone.

### Temporada 1976
El VPJ se saltó la primera carrera pero ingresó al Gran Premio de Sudáfrica de 1976 con el VPJ4B y Andretti terminó sexto. Antes del Gran Premio de Estados Unidos Oeste, Andretti se enteró de que el equipo Parnelli dejó la Fórmula 1 por el periodista Chris Economaki, mientras estaba sentado en el monoplaza en la parrilla. Se retiró de la carrera con una fuga de agua. Esto provocó algunos malos sentimientos entre Andretti y Jones. Andretti regresó a Lotus por el resto de la temporada de 1976.
El equipo había anotado un punto en el Campeonato Mundial, lo que les valió el decimotercer lugar en el Campeonato de Constructores.

## Resultados

### Fórmula 1
(Clave) (negrita indica pole position) (cursiva indica vuelta rápida)

| Año     | Chasis | Motor                    | Neu. | N.º | Pilotos        | 1   | 2   | 3   | 4   | 5   | 6   | 7   | 8   | 9   | 10  | 11  | 12  | 13  | 14  | 15  | 16  | Puntos | Pos. |
| ------- | ------ | ------------------------ | ---- | --- | -------------- | --- | --- | --- | --- | --- | --- | --- | --- | --- | --- | --- | --- | --- | --- | --- | --- | ------ | ---- |
| 1974    |        |                          |      |     |                | ARG | BRA | RSA | ESP | BEL | MON | SWE | NED | FRA | GBR | GER | AUT | ITA | CAN | USA |     | 0      | NC   |
| 1974    | VPJ4   | Ford Cosworth DFV 3.0 V8 | F    | 55  | Mario Andretti |     |     |     |     |     |     |     |     |     |     |     |     |     | 7   | DSQ |     | 0      | NC   |
| 1975    |        |                          |      |     |                | ARG | BRA | RSA | ESP | MON | BEL | SWE | NED | FRA | GBR | GER | AUT | ITA | USA |     |     | 5      | 10.º |
| 1975    | VPJ4   | Ford Cosworth DFV 3.0 V8 | F G  | 27  | Mario Andretti | Ret | 7   | 17  | Ret | Ret |     | 4   |     | 5   | 12  | 10  | Ret | Ret | Ret |     |     | 5      | 10.º |
| 1976    |        |                          |      |     |                | BRA | RSA | USW | ESP | BEL | MON | SWE | FRA | GBR | GER | AUT | NED | ITA | CAN | USA | JPN | 1      | 13.º |
| 1976    | VPJ4B  | Ford Cosworth DFV 3.0 V8 | G    | 27  | Mario Andretti |     | 6   | Ret |     |     |     |     |     |     |     |     |     |     |     |     |     | 1      | 13.º |
| Fuente: |        |                          |      |     |                |     |     |     |     |     |     |     |     |     |     |     |     |     |     |     |     |        |      |